# Diego Ferrero
Diego Alberto Ferrero (Rosario, 5 maggio 1983) è un ex cestista argentino con cittadinanza italiana.
Figlio del calciatore Ricardo Ferrero, intraprende la carriera di cestista in Argentina, Spagna e Italia.